# Wagga Wagga
Wagga Wagga (/ˈwɒɡəˈwɒɡə/ wog-ə wog-ə; informalmente detta Wagga) è una città del Nuovo Galles del Sud, in Australia. Costruita intorno al fiume Murrumbidgee e con una popolazione urbana di 55.364 persone, Wagga Wagga è la città dell'entroterra più popolosa di tutto lo stato nonché un importante centro agricolo, militare e per i trasporti di tutto il continente. È a metà strada tra due grandi città, Sydney e Melbourne, ed è il centro regionale più importante tra le zone di Riverina e l'area meridionale dello stato.
Il distretto finanziario è concentrato intorno alla griglia delimitata da Best Street e Tarcutta Street, con anche il fiume Murrumbidgee e la Sturt Highway. La principale via dei negozi di Wagga è Baylis Street, che diventa poi Fitzmaurice Street al limite settentrionale.
La città si trova in una valle alluvionale e gran parte di essa deve affrontare il problema della salinità urbana, ovvero un accumulo eccessivo di sali e altri composti nei terreni e negli impianti idrici domestici.

## Storia
Gli originali abitanti di Wagga Wagga erano il popolo Wiradjuri. Nel 1829, Charles Sturt divenne il primo esploratore europeo a visitare il sito della futura città. Abitanti abusivi si diffusero poco dopo. La città, posizionata su di un perfetto punto da guado attraverso il fiume Murrumbidgee, fu oggetto di verifiche e varie perizie, venne registrata come nucleo abitativo nel 1849 e da lì in poi conobbe una rapida crescita. Nel 1870, infatti, passò allo stato di comune (municipality).
Durante le negoziazioni che hanno portato alla federazione delle colonie australiane, Wagga Wagga fu uno dei candidati a città capitale della nuova nazione. Durante la prima guerra mondiale, Wagga fu un punto di ritrovo per le marce di reclutamento Kangaroo (marce che volevano reclutare uomini per le forze armate imperiali dell'Australia, impegnate al fronte). La Grande depressione e il conseguente disagio videro Wagga Wagga diventare il centro di un movimento di secessione per la regione di Riverina. La città divenne un presidio durante la seconda guerra mondiale con uno stabilimento militare a Kapooka e le basi della Royal Australian Air Force a Forest Hill e Uranquinty. Dopo la guerra, Wagga Wagga divenne ufficialmente città nel 1946 e nuovi sobborghi si aggiunsero a sud del centro urbano. Nel 1982 la città si è unita alle vicine contee di Kyeamba e Mitchell per formare la local government area della Città di Wagga Wagga.